# 贺家田乡
贺家田乡，是中华人民共和国湖南省怀化市鹤城区下辖的一个乡镇级行政单位。

## 行政区划
贺家田乡下辖以下地区：
高桥村、贺家田村、老才溪村、屋家溪村、板栗坪村、潮泥溪村和枫木潭村。